# Quartier Saint-Vincent-de-Paul
Quartier Saint-Vincent-de-Paul är Paris 37:e administrativa distrikt, beläget i tionde arrondissementet. Distriktet är uppkallat efter den helige Vincent de Paul (1581–1660), som i detta område grundade Lazaristordens moderhus.
Tionde arrondissementet består även av distrikten Porte Saint-Denis, Porte Saint-Martin och Hôpital Saint-Louis.

## Sevärdheter
- Saint-Vincent-de-Paul
- Gare de l'Est
- Gare du Nord
- Place Dulcie-September

## Bilder
| - De fyra administrativa distrikten i Paris tionde arrondissement. - Gare de l'Est. - Gare du Nord. - Place Dulcie-September. |

## Kommunikationer
- Tunnelbana – linjerna   – Gare du Nord